# Yumi Hotta
Yumi Hotta (japanska: 堀田 由美, alt: ほった ゆみ, Hotta Yumi), född 15 oktober 1957 i prefekturen Aichi, är en japanska serieskapare. Hon är känd för Hikaru no Go.